# Pierre Choque
Pierre Choque, dit Bretagne, né vers 1450, mort en 1530, fut le héraut de François II puis premier héraut et roi d'armes d'Anne de Bretagne, qui le chargea d'affaires délicates.  

## Œuvres

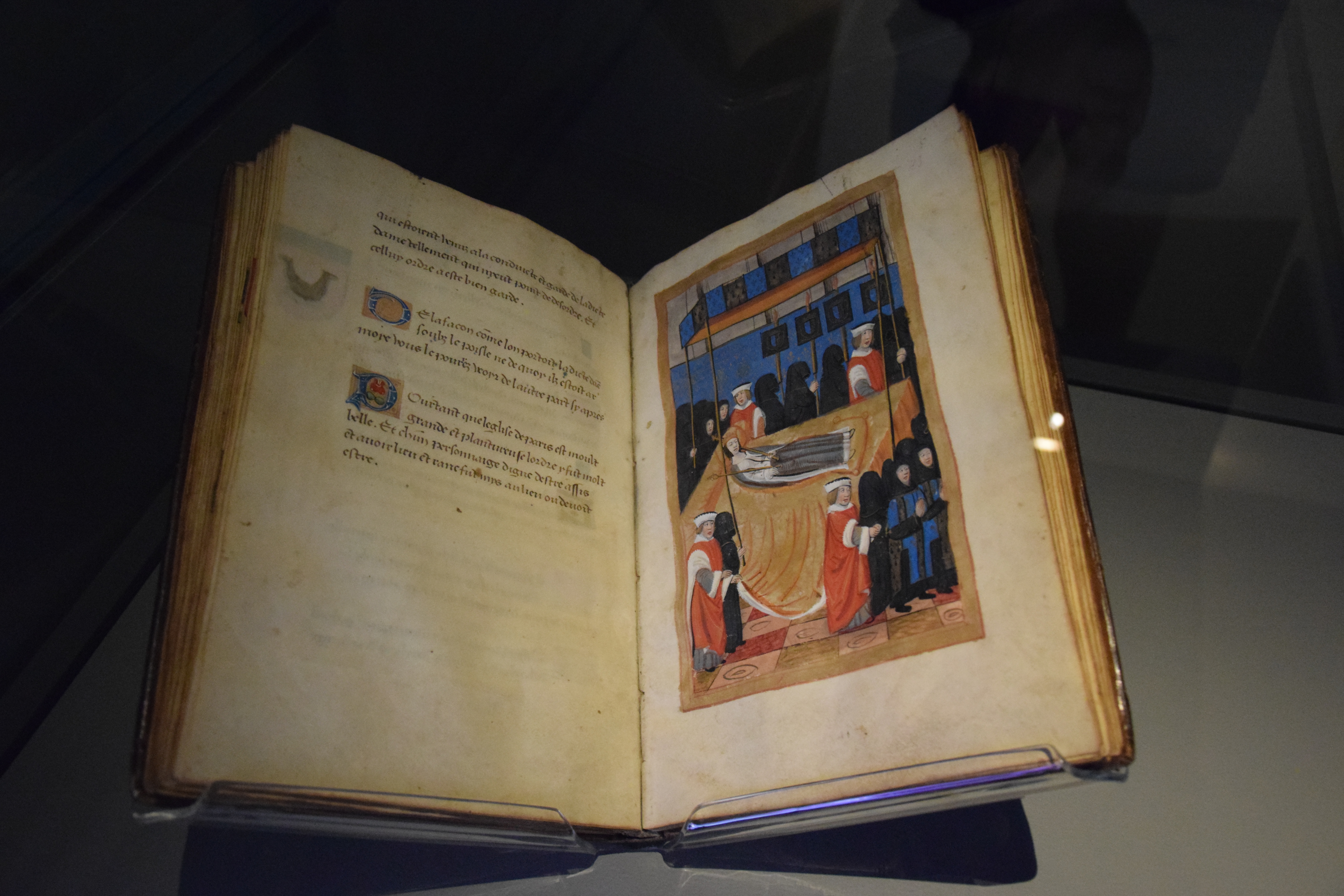
Manuscrit de Pierre Choque sur Anne de Bretagne.

- Discours des cérémonies du mariage d'Anne de Foix, de la maison de France, avec Ladislas VI, roi de Bohême ;
- Le discours et pompes funèbres de très chrétienne et illustre princesse Anne de Bretagne (...) ;
- Le Naufrage de La Cordelière.

### Source
- Les Noms qui ont fait l'histoire de Bretagne, Coop Breizh et Institut culturel de Bretagne, 1997, notice d'Emmanuel Salmon-Legagneur.

### Note
- En Bretagne, au moins trois rues portent son nom, d'après Les Noms qui ont fait l'histoire de Bretagne, 1997.